# Europarlamentari della Grecia della III legislatura
Gli europarlamentari della Grecia della III legislatura, eletti in occasione delle elezioni europee del 1989, furono i seguenti.

## Composizione storica
| Europarlamentare         | Lista                            | Gruppo |
| ------------------------ | -------------------------------- | ------ |
| Alexandros Alavanos      | Synaspismós                      | CG     |
| Georgios Anastassopoulos | Nuova Democrazia                 | PPE    |
| Paraskevas Avgerinos     | Movimento Socialista Panellenico | SOC    |
| Efthymios Christodoulou  | Nuova Democrazia                 | PPE    |
| Dimitrios Dessylas       | Synaspismós                      | CG     |
| Vassilis Ephremidis      | Synaspismós                      | CG     |
| Marietta Giannakou       | Nuova Democrazia                 | PPE    |
| Sotiris Kostopoulos      | Movimento Socialista Panellenico | SOC    |
| Efstathios Lagakos       | Nuova Democrazia                 | PPE    |
| Panayotis Lambrias       | Nuova Democrazia                 | PPE    |
| Dionysios Livanos        | Movimento Socialista Panellenico | SOC    |
| Dimitrios Nianias        | Rinnovamento Democratico         | ADE    |
| Dimitrios Pagoropoulos   | Movimento Socialista Panellenico | SOC    |
| Mihail Papayannakis      | Synaspismós                      | GUE    |
| Christos Papoutsis       | Movimento Socialista Panellenico | SOC    |
| Ioannis Pesmazoglou      | Nuova Democrazia                 | PPE    |
| Filippos Pierros         | Nuova Democrazia                 | PPE    |
| Georgios Romeos          | Movimento Socialista Panellenico | SOC    |
| Panayotis Roumeliotis    | Movimento Socialista Panellenico | SOC    |
| Georgios Saridakis       | Nuova Democrazia                 | PPE    |
| Pavlos Sarlis            | Nuova Democrazia                 | PPE    |
| Ioannis Stamoulis        | Movimento Socialista Panellenico | SOC    |
| Konstantinos Stavrou     | Nuova Democrazia                 | PPE    |
| Konstantinos Tsimas      | Movimento Socialista Panellenico | SOC    |

## Modifiche intervenute

### Nuova Democrazia
- In data 25.04.1990 a Marietta Giannakou subentra Menelaos Hadjigeorgiou.
- In data 25.04.1990 a Efthymios Christodoulou subentra Georgios Zavvos.

### Movimento Socialista Panellenico
- In data 21.10.1993 a Georgios Romeos subentra Emmanouil Karellis.
- In data 25.11.1993 a Dionysios Livanos subentra Georgios Raftopoulos.